# Саида (област)
Саи́да (на арабски: ولاية سعيدة) е област (уилая) в северозападната част на Алжир, чийто административен център е едноименният град Саида. Населението ѝ е 330 641 жители (по данни от април 2008 г.),

## География
Областта е разположена в Атласките планини.
Граничи с облстите Маскара – на север, Тиарет – на изток, Ел Баяд – на юг, Сид Бел Абес – на запад.

## Административно деление
Областта е разделена на 6 околии и 16 общини. Околиите са следните:
- Айн ел-Хаджар
- Ел-Хашашна
- Улед Брахим
- Саида
- Баде Бубекр
- Юб

## Икономика
Икономиката на областта е със селскостопанска специализация. В нея се отглежда тютюн, произвежда се зехтин, изнася се вълна и вино.